# 七级公务员
《七级公务员》（韓國語：／*/?），2009年上演的韩国电影，由申泰羅执导，由金荷娜、姜至奂主演。2010年3月5日，由上译配音的汉语版以《特工强档》的片名上映。

## 故事大綱
秀智（金荷娜 飾）是資深的國家情報員，不能曝光的身分讓她行蹤成謎，對男友才俊(姜至奐 飾)經常謊話連篇，導致才俊沒說聲再見就離開了秀智。三年後，偽裝成清潔員的秀智與成為國際會計師的才俊重逢，秀智再一次為才俊傾心，卻忘不了他不告而別的情恨。總是被秀智謊言耍得團團轉的才俊，獨自前往俄羅斯留學。回到韓國後，身分是國際會計師，暗地卻是情報局海外分部的菜鳥，憑著無限熱情接手了第一個現場任務，跟蹤俄羅斯黑幫，竟在任務中巧遇秀智。他們各自追蹤的目標其實為同一個國際犯罪集團，而執行任務時總是碰在一起，不由得逐漸懷疑起彼此的身分...

## 演员列表
- 金荷娜：安秀智（粵語配音：陳樂瑤）
- 姜至奐：李才俊（粵語配音：黃子華）
- 張英南：洪队长（粵語配音：羽翹）
- 柳承龍：金元碩课长（粵語配音：黃百鳴）
- 姜信日：卢博士

## 相关條目
- 七級公務員 (電視劇)：2013年MBC播出的改編電視劇，由周元、崔江姬主演。

## 外部連結
- NAVER電影（页面存档备份，存于）
- 互联网电影数据库（IMDb）上《我女友係零零7》的资料（英文）